# Gonneville (Manche)
Gonneville ist eine Ortschaft und eine ehemalige französische Gemeinde mit 879 Einwohnern (Stand: 1. Januar 2018) im Département Manche in der Region Normandie. Sie gehörte zum Arrondissement Cherbourg und zum Kanton Val-de-Saire.
Mit Wirkung vom 1. Januar 2016 wurden die früheren Gemeinden Gonneville und Le Theil zu einer Commune nouvelle mit dem Namen Gonneville-Le Theil fusioniert und haben in der neuen Gemeinde den Status einer Commune déléguée. Der Verwaltungssitz befindet sich im Ort Gonneville.

## Lage
Nachbarorte sind Bretteville im Nordwesten, Maupertus-sur-Mer im Norden, Carneville im Nordosten, Brillevast im Osten, Le Theil im Süden, Le Mesnil-au-Val im Südwesten und Digosville im Westen.

## Infrastruktur
- Flughafen Cherbourg-Maupertus

## Bevölkerungsentwicklung
| Jahr      | 1962 | 1968 | 1975 | 1982 | 1990 | 1999 | 2008 | 2018 |
| --------- | ---- | ---- | ---- | ---- | ---- | ---- | ---- | ---- |
| Einwohner | 507  | 527  | 489  | 654  | 773  | 853  | 857  | 879  |

## Sehenswürdigkeiten, Infrastruktur
- Das Schloss von Gonneville, Monument historique seit 1972
- Kirche Saint-Martin, Monument historique seit 1972
- Bahnhof Turretot–Gonneville an der Bahnlinie von Graville-Sainte-Honorine nach Tourville-les-Ifs

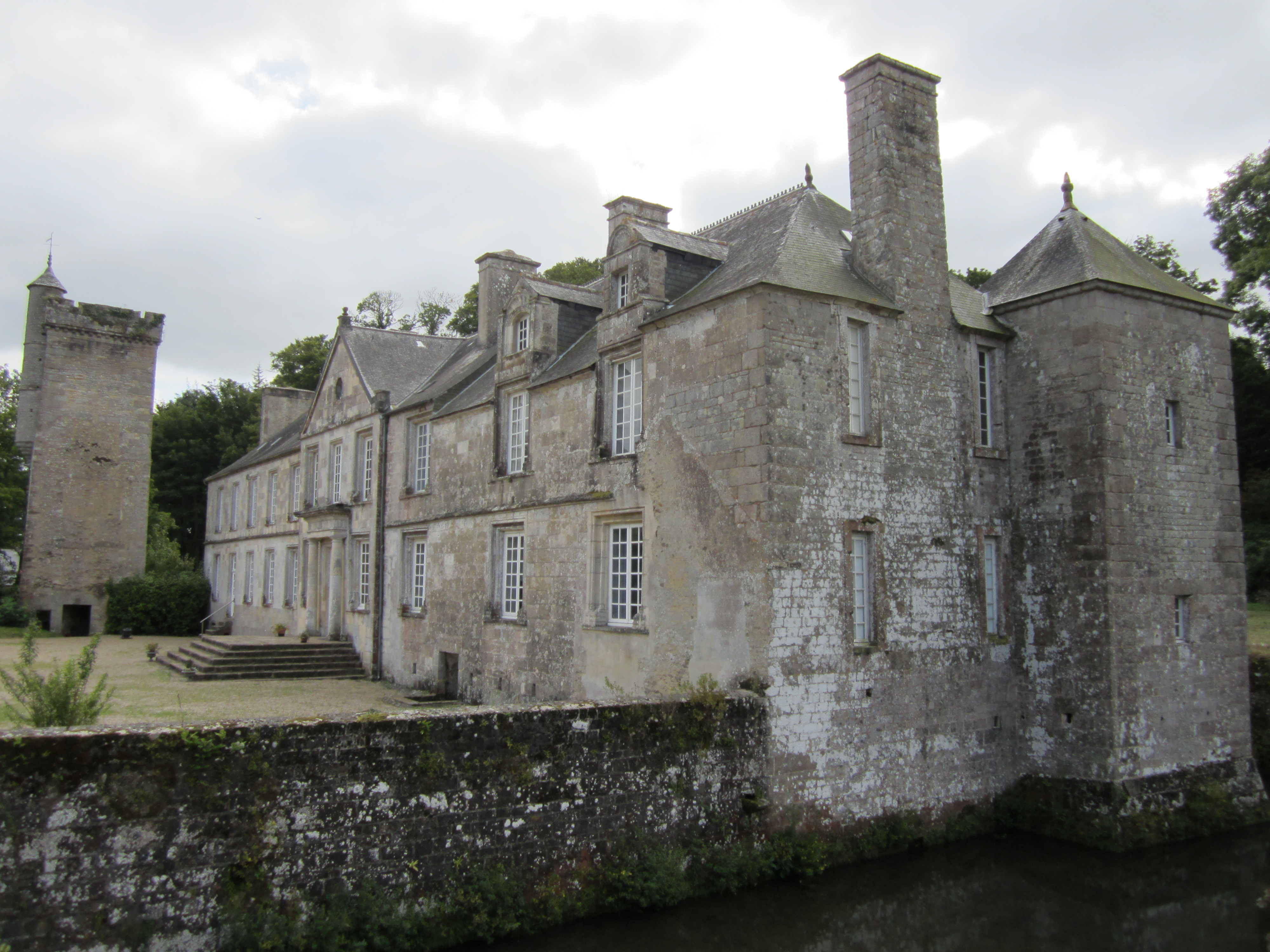
Schloss von Gonneville
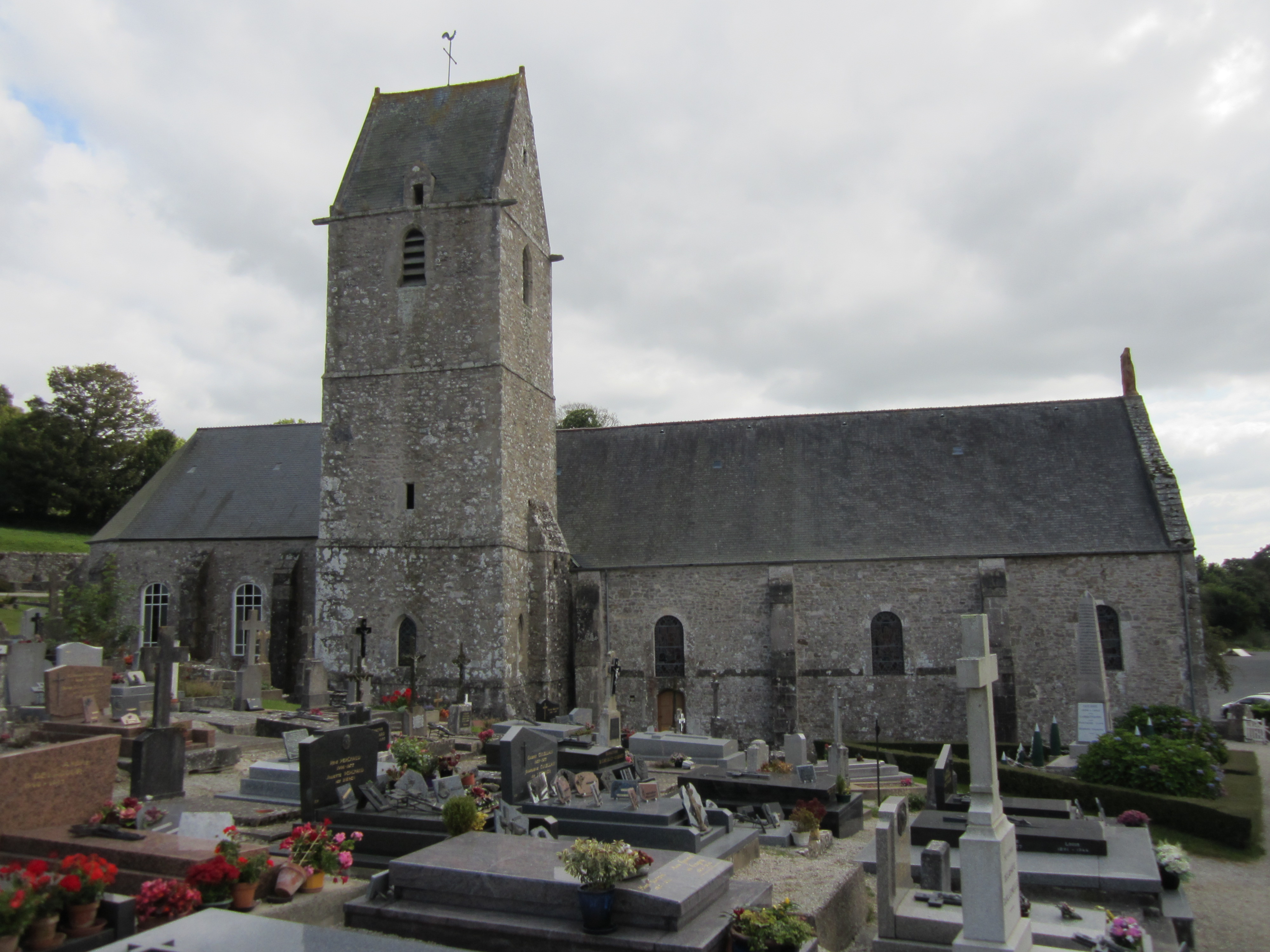
Kirche Saint-Martin
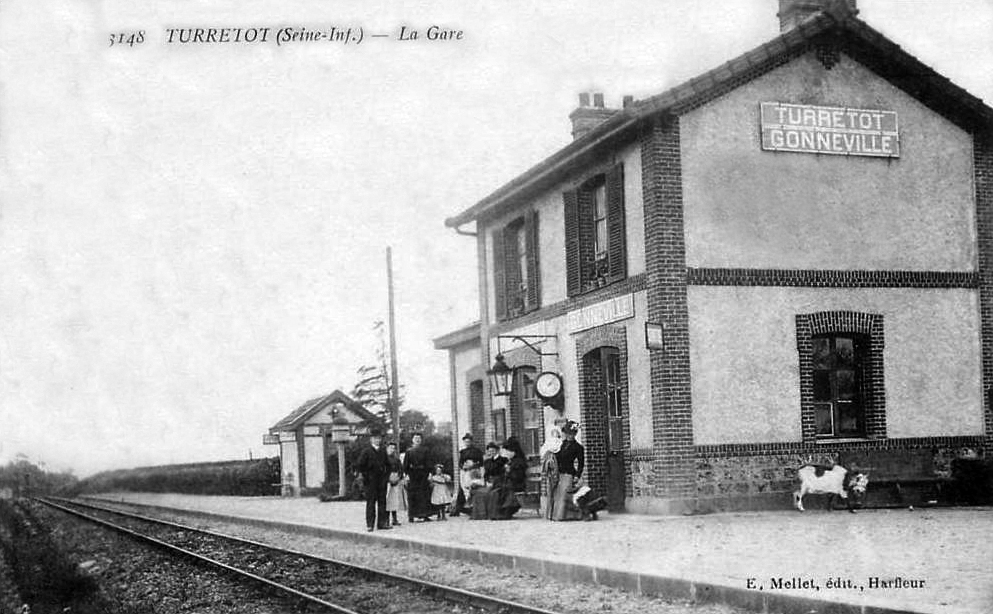
Bahnhof Turretot–Gonneville, Aufnahme aus dem Jahr 1900